# Онищенко, Григорий Потапович
Григорий Потапович Онищенко (1906, Капустинцы — 6 января 1968, Киев) — советский общественный, политический и партийный деятель, депутат Верховного Совета УССР 2—6-го созывов. Член ЦК КПУ в 1949—1966 годах.

## Биография
Родился в 1906 году в семье приписных крестьян села Капустинцы Пирятинского уезда Полтавской губернии Российской империи.
В 1926 году стал членом ВКП(б).
До 1949 года — министр местной промышленности Украинской ССР.
В 1949 — июле 1957 гг. — заместитель главы Совета Министров Украинской ССР.
В июле 1957—1960 гг. — заместитель главы Государственного планового комитета Украинской ССР — министр Украинской ССР.
В 1960 — 14 апреля 1961 г. — заместитель главы Украинского Совета Народного Хозяйства — министр Украинской ССР.
С 1961 года — заместитель главы Совета Народного Хозяйства Украинской ССР.

## Награды
- два ордена Ленина (в том числе 23.01.1948)
- орден Трудового Красного Знамени (1956)
- медали.